# Sainte-Geneviève, Seine-Maritime
Sainte-Geneviève (sometimes Sainte-Geneviève-en-Bray) là một xã thuộc tỉnh Seine-Maritime trong vùng Normandie miền bắc nước Pháp.

## Dân số
| 1962                                            | 1968 | 1975 | 1982 | 1990 | 1999 | 2006 |
| ----------------------------------------------- | ---- | ---- | ---- | ---- | ---- | ---- |
| 433                                             | 546  | 348  | 307  | 253  | 251  | 279  |
| Starting in 1962: Population without duplicates |      |      |      |      |      |      |